# اینستو، ساسکاچوان
اینستو، ساسکاچوان (به انگلیسی: Instow, Saskatchewan) یک منطقهٔ مسکونی در کانادا است که در ساسکاچوان واقع شده‌است. اینستو ۰٫۰۰ کیلومتر مربع مساحت و ۰ نفر جمعیت دارد.